# Devil Woman
Devil Woman è un singolo dei Cradle of Filth uscito solo in Gran Bretagna per promuovere il Nymphetamine Tour.
Si tratta di una cover del cantante inglese Cliff Richard, contenuta nel suo album del 1976 I'm Nearly Famous.

## Tracce
1. Devil Woman – 3:38